# Кодаира
Кодаира (јап. 小平市) град је у Јапану у префектури Токио. Према попису становништва из 2005. у граду је живело 183.796 становника.

## Становништво
Према подацима са пописа, у граду је 2005. године живело 183.796 становника.
| 1995.   | 2000.   | 2005.   |
| ------- | ------- | ------- |
| 172.946 | 178.623 | 183.796 |